# 新文化运动
新文化運動，是1915年进行的一場宣揚民主與科學的文化運動，包括白話運動（即文學革命）、反孔非儒思潮、整理國故、引進各種西方思想，比如德先生（民主）、赛先生（科學）、馬克思主義、實用主義，等等。新文化運動以《新青年》雜誌和北京大學為主要陣地，陳獨秀、胡適、蔡元培是主要發起人，吸引了許多當時的新式知識分子參加，他們開辦雜誌、報紙，組建社團，傳播新思想，影響了很多青年學生，最後影響了整個中國社會。

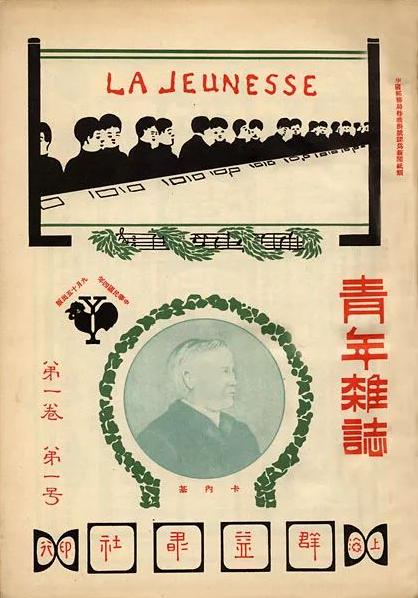
《青年雜誌》第一期（1915年9月15日）。后改名《新青年》

新文化運動自梁啓超1898年開始創辦了《清議報》、《新民叢報》等报刊广泛传播，發表很多通俗易懂、明白曉暢的文章，白话文影響很大。五四運動之後，新文化運動一方面更加廣泛地開展，另一方面產生了分化，新文化運動的倡導者中，陳獨秀、李大釗等一大批人積極投入政治活動
，胡適等少數人繼續堅持非政治化的文化運動。非政治化的新文化運動廣度擴大了，深度卻停滯了，許多政治思想則被引入。
關於新文化運動與1919年的五四運動的關係有不同看法，一種意見認爲二者基本是一個運動的兩個階段，可以統稱爲廣義的“五四運動”，或者“五四新文化運動”，
另外一些意見認爲二者有聯係但應該區分開：自由主義者認爲一個是文化運動，一個是政治運動，或者一個是啓蒙，一個是救亡；蔣介石認爲一個是崇洋媚外，一個是愛國運動；
毛澤東認爲一個是舊民主主義，是資產階級領導的，一個是新民主主義的開始，無產階級開始參與，并在此後成爲領導。
對新文化運動有不同的評價，對其肯定的人中，自由主義者認爲是一場非政治性的文化運動，毛澤東認爲是資產階級領導的一場文化革命，是進步的但不徹底。對其否定的人中，孫中山、蔣介石認爲是破壞傳統和崇洋媚外，批評者還有學衡派、研究係、新儒家。

## 背景
中國近代以來一直有開放引進與保守傳統兩種思潮，產生一種張力，影響到政治，甚至以至於武力革命，反過來又影響思想的進程。
除了針對特定傳教士之外，中國自明朝中晚期及清朝實施「朝貢互市貿易」，在清高宗時期開始，恰好遇上西歐(尤其是英國在工業革命前後，對中國的國際收支的劣勢，和對於國際貿易出口市場擴增的要求)的思想、商業、武力的强力的擴張。
第一次鴉片戰爭（1840-1842年）增設互市通商口岸，但並沒有打開思想的國門。魏源於1852年所著的《海國圖志》在中國被忽略，到日本反而被重視，幫助產生了明治維新。
第二次鴉片戰爭（1856-1860），英法聯軍攻進了北京，給了清政府很大的震動，中國開始試圖向西方學習，學習的方法是“師夷長技以制夷”和“中學為體，西學爲用”。開始了洋務運動，通過官督商辦引進西方的技術，1872年起遣送120名幼童赴美留學，產生了像詹天佑這樣的工程師。西方一些更深入的思想通過傳教士傳了進來，他們辦了很多學校，艾約瑟、丁韙良、李提摩太等翻譯了很多西方著作，此後，西方傳教士也一直是西學傳入的重要媒介。
1894年甲午戰爭以後，一批知識分子意識到光是學習夷“技”是不夠的，還需要引進西“學”。先是着意於政治制度，這個過程一波三折，政治衝突、武力衝突接連不斷，1895年日本取得台灣，1897年德国占领青岛胶州湾租借地，1898年俄國占領旅順大連租借地，1898年戊戌變法迅速夭折，1900年義和團運動抵制洋教洋人。但這些障礙過去之後，終於西方政體被引進來了，先有清政府的新政，然後有更革命性的辛亥革命。雖然重點在於政治，思想也還是在進一步地傳播。在教育方面，1905年科舉考試被廢除，新式學堂在各地建立，其學生數從1904年的9萬人增加到1909年的156萬人。更多的人出去留學，1896年清政府開始选派官费留学生赴日，此後官費、自費越來越多，1909年，中國開始使用庚子賠款的美國退款選送學生去美國學習。在思想方面，西方思想更多地傳進來了。1898年嚴復翻譯了《天演論》，以“物競天擇、適者生存”的思想適用於社會發展，對中國人影響很大，開始從守舊轉變爲求新、求變、求自强。梁啓超1898年開始在日本先後創辦了《清議報》、《新民叢報》，發表很多文章，文章明白曉暢，影響很大，开启白话文时代。各種社會主義思想也開始進入中國，1907年劉師培等在日本辦《天義報》，吳稚暉等在法國辦《新世紀》雜志，介紹無政府主義，《天義報》刊載了《共產黨宣言》最早的中文譯文之一。
1911年辛亥革命以後，政治上的不穩定，激發了知識分子試圖深入挖掘，從文化上改變中國。許多事情為這做了預備。中西交流更加頻繁，留學生帶回來更多的西方文化。後來新文化運動的許多重要人物都曾經留過學，陳獨秀、李大釗、魯迅、周作人留學日本，蔡元培留學歐洲，胡適留學美國，等等。也有許多事情則是往相反的方向而行的。西學的傳入引起了抵制，尊孔的聲音很大，袁世凱1913年發佈《尊孔令》，康有爲1912年開辦孔教會，1913年開辦《不忍》雜志，提倡尊孔，政治上先後有袁世凱和張勛兩次試圖復辟。新文化運動前夕，保守勢力在做最後一次有力的抵抗，新文化運動給予了猛烈的一擊，此後，保守勢力就徹底失勢了。

## 過程

### 興起

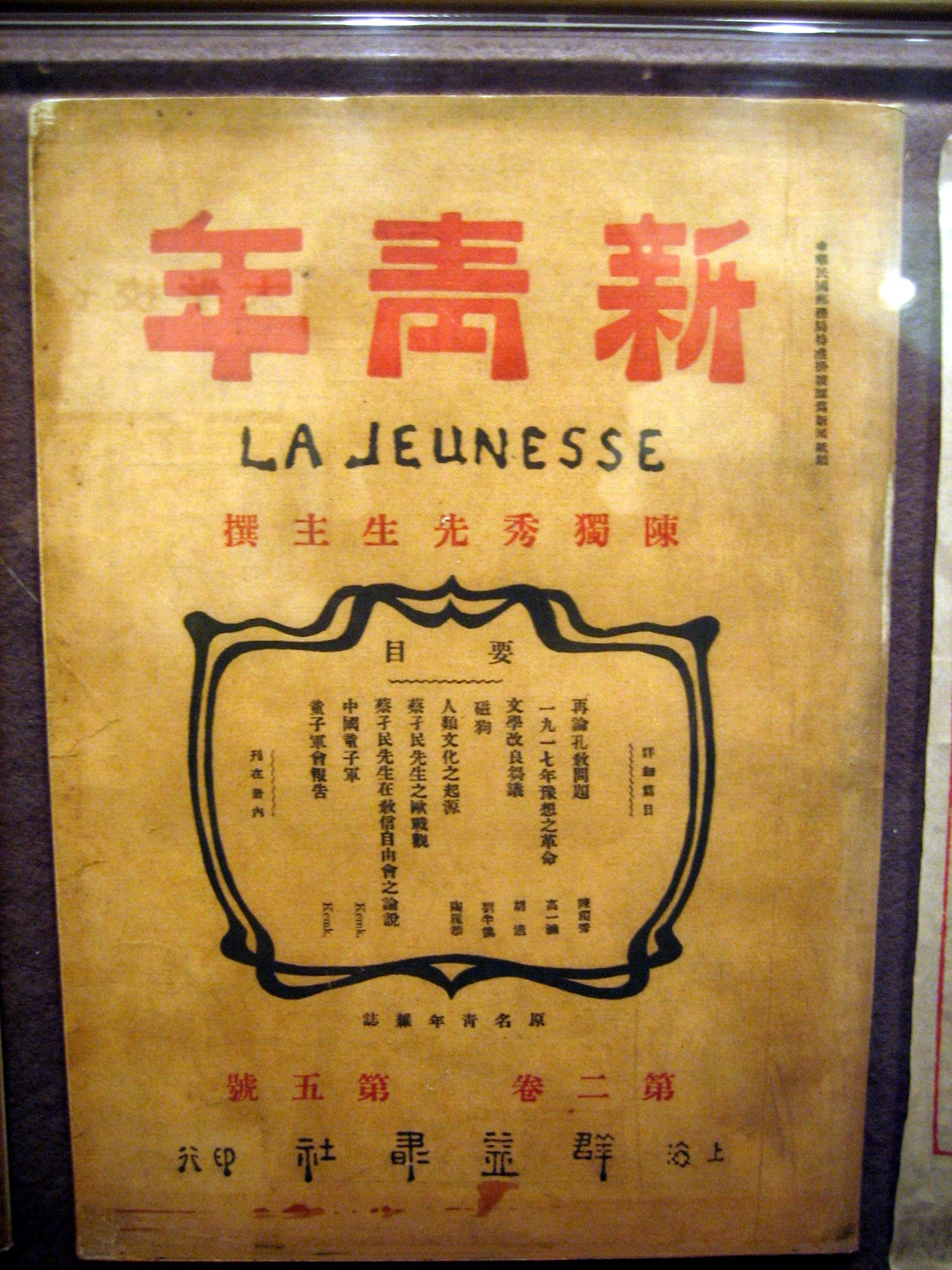
《新青年》

1915年（民國4年）9月，陳獨秀在上海創辦《青年雜誌》，1916年改名《新青年》，刊物上還印有法文刊名La Jeunesse。一般統稱《新青年》，1915年的《青年雜誌》算《新青年》第一卷，1916年（民國5年）改名后從第二卷算起。這本雜誌後來成爲新文化運動的主要陣地。
1915年 (民國4年)《青年雜誌》創刊號并無發刊詞，但在“通信”欄目中，回答讀者來信中講：“改造青年之思想，輔導青年之修養，為本志之天職。批評時政，非其旨也”，這常常被當作《新青年》的宗旨。同期陳獨秀發表《敬告青年》，宣揚六種青年該有的精神，“一、自主的而非奴隸的；二、進步的而非保守的；三、進取的而非退隱的；四、世界的而非鎖國的；五、實利的而非虛文的；六、科學的而非想像的”。
《青年雜誌》剛開始影響並不大，1916年 (民國5年）春停刊，同年9月復刊並改名。
胡適當時正在美國哥倫比亞大學攻讀哲學博士學位，他和陳獨秀是安徽同鄉，陳獨秀向他約稿，他投了稿，并且在給陳獨秀的信中提出他關於文學改良的八點主張，陳獨秀大加贊賞，發表在《新青年》通信欄目上，邀請胡適做進一步的闡述，胡適便寫了《文學改良芻議》，發表在1917年 (民國6年)1月1日的《新青年》第2卷第5號上，引起很大反響，胡適也因此“暴得大名”。所以有另外一種看法，認爲新文化運動從1917年開始。
蔡元培1917年 (民國6年）1月4日出任北京大學校長，采取“思想自由、兼容並包”的辦學原則。學校裏很多像陳獨秀、胡適、李大釗這樣的新派人士，也不乏辜鴻銘、劉師培這樣的保守派人士，學校裏後來有“新潮”這樣的新派社團，也有“國故”這樣的保守社團。他上任后1月11日聘請陳獨秀其出任北京大學文科學長，陳獨秀將《新青年》總部遷往北京。
陳獨秀後來説：“五四運動，是中國現代社會發展之必然的產物，無論是功是過，都不應該專歸到那幾個人；可是蔡先生、適之和我，乃是當時在思想言論上負主要責任的人”。
《新青年》雜志在北京大學如魚得水，影響越來越大。《新青年》後來的編輯還包括錢玄同、劉半農、陶孟和、沈尹默、胡適、高一涵、魯迅、周作人、李大釗。這一時期中國的著名思想家、文學家們也紛紛在該刊物上發表文章，如胡適、魯迅、钱玄同、李大釗、周作人、吳虞等。《新青年》杂志和北京大学成为了新文化運動的主要陣地。
1918年 (民國7年)3月，張東蓀創辦研究系喉舌《時事新報》副刊《學燈》，與北京《晨報》副刊“第七版”、《民國日報》副刊《覺悟》、以及晚些時候的《京報》副刊並稱新思潮四大副刊。
1918年 (民國7年）12月23日，陳獨秀、李大釗共同創辦《每週評論》，與不談政治的《新青年》區分開，專門評述時事政治。
1919年 (民國8年）1月，北京大學學生傅斯年、羅家倫、顧頡剛等創辦“新潮社”，出版《新潮》雜志。段錫朋、周炳琳、許德珩、鄧中夏、張國燾等創辦“國民雜誌社”，出版《國民》雜志。這些個人和組織成爲了五四運動的發起者和積極參與者，這些人日後在中國學術、政治界都起到重要作用。

### 五四以後的發展
1919年5月4日，北京爆發五四運動，新文化運動所倡導的白話文、新思想大大影響了五四運動。五四運動也大大促進了新文化運動的蓬勃發展:
- 出版：在五四以後的半年内，湧現出約400種白話文新刊物，許多舊雜志也改爲白話文，介紹西方思想。新書和翻譯大幅增長，商務印書館發行的書翻了一番，從1919年的602種到1920年的1284種。

- 社團：成立各種團體、組織，五花八門、不勝枚舉。各種演講到處都有。許多知識界的名人訪華，到各地訪問演講，比如杜威1919-1921、羅素1920-1921、泰戈爾1923年訪華，等等。

- 文學：五四運動開創了中國文學新時代。五四以後，中國出現了大小40多個文藝社團，如文學研究會和創造社，出現了大批白話文文學家，如魯迅、茅盾、葉聖陶、郭沫若、郁達夫、鄭振鐸等。

- 教育：1920年1月12日，教育部決定在小學國文教學用白話文取代文言文。1921年10月，北京政府頒布了《學校系統改革案》（壬戊學制），小學六年，初中四年，高中兩年，大學四至六年，以美國為藍本。出現平民夜校。

- 藝術：出國學畫的人逐漸增加，許多美術院校相繼成立，油畫得到推廣，湧現出許多畫家，以四大校長，即顏文樑、劉海粟、徐悲鴻、林風眠的影響最大，還有方幹民、吳大羽、衛天霖等人。

- 婦女運動：婦女運動進一步發展，1920年初，北京大學、南京高等師範、嶺南大學開放女禁，開始招收女生。女性就業機會增加，自由婚姻更加普遍，節育的思想傳入中國等等。

新文化運動在發展的同時也開始分化。五四運動剛結束，7月份，胡適和李大釗就因爲“問題和主義”而辯論起來，陳獨秀和一些《新青年》的同仁因爲是否談政治產生分歧，1920年9月，陳獨秀把《新青年》變成了共產黨的機關刊物，胡適等人另辦了《努力周刊》，正式分了家。1922年知識分子們關於非基督教運動又有一次爭論。1923年在科學與玄學的論戰中，同屬科學派的陳獨秀和胡適彼此也展開了爭論。此後各人愈行愈遠。大致上，一派是堅持非政治化的自由主義者，堅持民主、自由，如胡適、傅斯年，這是少數派；另一派是參與政治的左傾人士，這裏面又大致分兩派，一派後來轉向共產黨，如陳獨秀、李大釗，另一派轉向國民黨，如吳稚暉。
新文化運動和五四運動大大增強了中國社會的反傳統思潮，杜威在1921年這麽評論說：“世界上似乎沒有一個像中國那樣的國家，學生如此一致和熱切地追求現代和新的思想觀念，特別是關於社會和經濟方面的思想觀念。同時也很少見到一個國家像中國一樣，有些辯論本來可以用來維護既成秩序和現狀的，卻一點也不被重視，事實上，完全沒有用來做辯護”。但相對堅持傳統的思想仍然還是存在，比如學衡派、蔣介石、梁啟超、梁漱溟。

## 思想
五四的思想非常廣泛，如何來概括是個難題，陳獨秀概括爲民主與科學，胡適概括爲“重新估定一切價值”，還稱之爲“中國文藝復興”。在新文化運動的批评者中，林毓生稱之爲“全盤反傳統”，這其實是以前就有的對新文化運動的一種批評，嚴家炎反對這個提法。

### 白話運動/文學革命

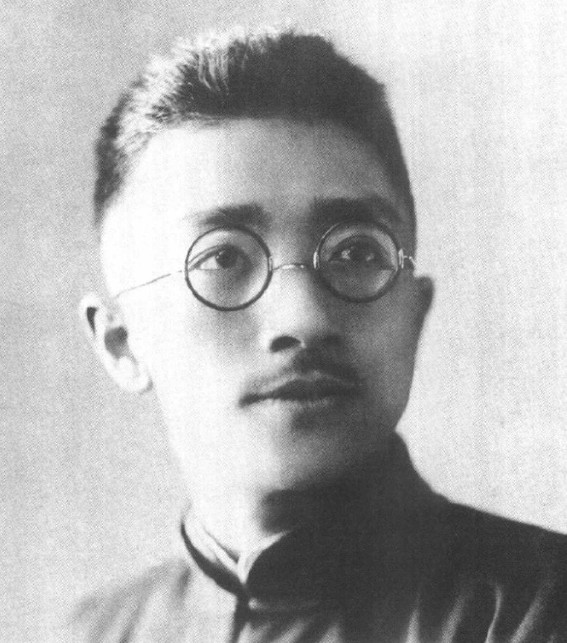
1922年的胡适 - 倡导新文化运动的奠基人與领袖之一。

1917年1月，胡適在《新青年》發表《文學改良芻議》，引起轟動。白話的使用歷史很長，推動白話文的努力也有相當的時間，這篇文章之所以引起轟動，一是出現在合適的時間，二是内容詳實，言之有據。一共提了文學改良的八個原則，“言之有物；不摹仿古人；講求文法；不無病呻吟；去除濫調套語；不用典；不講對仗；不避俗字俗語（注：即白話）”。不僅僅是文言改成白話的問題，還包括内容的改變，要“言之有物”，包括情感和思想，“非古人所謂‘文以載道’之説”，開啓了對“文以載道”這一文學道統的批評。包括文風的改變，讓語言成爲交流的有效工具，而不是以文害意。最後導致對文學的評價標準的根本改變，不模仿古人，推崇白話文學。關於白話文學，文中說，“今人猶有鄙夷白話小說為文學小道者，不知施耐庵、曹雪芹、吳趼人皆文學正宗，而駢文律詩乃真小道耳。吾知必有聞此言而卻走者矣”。這句話在當時是革命性的，夏志清這麽評價：“文學革命開始於1917年胡適的文章《文學改良芻議》。...胡適把整個中國文學的遺產重新估價了，他以前沒有幾個學者敢像他那樣公然表揚小說的價值，聲稱水滸傳、西廂記足可與離騷、莊子、史記相提並論。他還以史學家和批評家的身份，指出一種他個人極為欣賞的藝術信仰：宣揚人道的寫實主義。他信奉的是小心求證的精神，是現實的樂觀主義者”。
陳獨秀在下面一期發表《文學革命論》，胡適1917年發表《歷史的文學觀念論》，1918年發表《建設的文學革命論》，1921年發表《國語文法概論》，等等。這些文章進一步從理論上闡述了白話運動的意義和方向。
白話運動也招來一些批評，钱玄同的《文学革命之反响》与刘半农的《驳王敬轩书》演假双簧辯論，古文家林紓反對說：“若盡廢古書，行用土語為文字，則都下引車賣漿之徒所操之語，按之皆有文法，...據此則凡京津之稗販，均可用為教授矣。”，学衡派與《甲寅》杂志都是積極的反對者，到1979年，林毓生仍然稱“胡適主張的‘八不主義’文學革命論，現在看來是很不通的”。
在白話的推廣方面，五四的時候就已經初見成效。當時羅家倫寫了一篇白話文的宣言，許德珩寫了一篇文言文的宣言，白話文的宣言大大地更受接納。
1920年1月12日，教育部決定在小學國文教學用白話文取代文言文。胡適說，“這一道命令把中國教育的革新至少提早了二十年”。1920年2月，教育部頒佈《教育部通令采用新式標點符號文》（訓令第53號）。白話文的普及算是大功初成。
在白話文學的方面，《新青年》自1918年开始刊载白话文學，陸續刊載了胡適、沈尹默、劉半農等人的白话诗、文學翻譯，以及鲁迅的短篇小说《狂人日记》。
五四以後，白話文學大大地興盛起來。中國出現了大小40多個文藝社團，如文學研究會和創造社，出版《小説月報》等刊物，出現了大批白話文文學家，如魯迅、茅盾、葉聖陶、郭沫若、郁達夫、鄭振鐸等。

### 反孔非儒
辛亥革命之后，1912年教育部宣佈“小學讀經科一律廢止”，但很快，袁世凱1913年發佈《尊孔令》，康有爲1912年設立孔教會，1913年開辦《不忍》雜志，提倡尊孔。1915年12月12日，袁世凯宣布复辟帝制，12月25日，护国战争爆发，1916年3月23日，袁世凱宣佈恢復民國年號，同年6月去世。康有爲繼續積極從事尊孔的孔教運動，1916年9月20日，發表《致總統總理書》，再次要求“以孔教爲大教，編入憲法”，國會議員分成兩派，激烈辯論。
正是在這樣一個背景之下，《新青年》開始了反孔。
1915年9月，陳獨秀在《新青年》創刊號的《敬告青年》中就説：“周禮崇尚虛文，漢則罷黜百家而尊儒重道，名教之所昭垂，人心之所祈向，無一不與社會現實生活背道而馳”，表明了反孔教的立場。
1916年2月，易白沙在《新青年》發表了《孔子平議》，這是新文化運動第一篇系統談論反孔的文章。他反對孔子的理由是：“孔子尊君權，漫無限制，易演成獨夫專制之弊。孔子講學，不許問難，易演成思想專制之弊。孔子少絕對之主張，易為人所藉口。孔子但重作官，不重謀食，易入民賊牢籠”。處處是針對孔教與專制，認爲二者有因果的聯係。1916年10月，陳獨秀發表《駁康有爲‘致總統總理書’》，稱“孔教與帝制，有不可離散之因緣”。
四川的吴虞，一直反對孔教，看到《新青年》的文章后，便與陳獨秀聯係，從1917年2月起，連續6期發表反孔文章，對儒家的批判更加廣泛，更加嚴厲。1921年，吴虞將反孔的文章結集出版為《吴虞文錄》，非常暢銷。胡適為他作序，稱他爲“四川省隻手打孔家店的老英雄”，這是“打倒孔家店”一詞的來歷。
1918年5月，鲁迅在《狂人日记》写到：“我翻开历史一查，这历史没有年代，歪歪斜斜的每页上都写着‘仁义道德’几个字，我横竖睡不着，仔细看了半夜，才从字缝里看出字来，满本都写着两个字‘吃人’!”。1919年11月，吴虞在《吃人與禮教》中將這個觀點繼續發揮，提出“講禮教的就是吃人的”。
1919年，胡適出版《中國哲學史大綱》上卷，對孔子和儒家的思想做了比較深入的學術分析，他的結論很理性，但也充滿批評，他的學術分析為反孔提供了理論的基礎，“儒家許多性情上的事都要依刻板的禮節去做”，“孝和禮這兩個字漸漸成了中國社會的兩大勢力”，“《春秋》的餘毒就使中國只有主觀的歷史，沒有客觀的歷史”，“孔子的‘學’只是讀書，造成一國的‘書生’廢物”。
反孔是新文化運動的潮流，大大改變了中國社會，但尊孔的思想并沒有完全退卻，學衡派，林毓生批評新文化運動“全盤否定傳統”、《甲寅》杂志批評反孔，梁漱溟等人試圖去蕪存菁，開創新儒家，孫中山認爲中國舊道德中的忠孝仁義都比外國強，新文化是外來民族的壓迫，蔣介石更是嚴厲批評新文化運動：“是不是推翻禮教否定本國歷史就是新文化運動？...實在是太幼稚太便易，而且是太危險了。...將我們中國固有高尚的民族道德與倫理哲學，完全鄙棄。...使中國真正的文化，有陷於無形消滅的危險！”。

### 家庭倫理與婦女問題
對於家庭倫理與婦女問題，新文化運動一方面批判儒家的傳統的倫理觀，一邊引進西方的倫理觀。
1916年12月陳獨秀發表《孔子之道與現代生活》，論述到家庭倫理與婦女問題的若干方面，件件事都與反對孔教相聯係。
現代倫理學上之個人人格獨立，與經濟學上之個人財產獨立，互相証明。中土儒者，以綱常立教。為人子為人妻者，既失個人獨立之人格，復無個人獨立之財產。父兄畜其子弟，子弟養其父兄。“坊記”曰：“父母在，不敢有其身，不敢私其財。”此甚非個人獨立之道也。
現代立憲國家，其投身政黨生活者，莫不發揮個人獨立信仰之精神，各行其是，子不必同於父，妻不必同於夫。律以儒家教孝、教從之義，豈能自擇其黨，以為左右祖耶?
婦人參政運動，亦現代文明婦人生活之一端。律以孔教，“婦人者，伏於人者也，”“內言不出於閫，”“女不言外”之義，婦人參政，豈非奇談?
西人婦人再醮，決不為社會所輕。中國禮教，有“夫死不嫁”(見“郊特牲”)之義。男子之事二主，女子之事二夫，遂共目為失節，為奇辱。不自由之名節，至淒慘之生涯，乃孔子禮教之賜也!
今日文明社會，男女交際，率以為常。孔子之道則曰“男女不雜座”﹔曰“嫂叔不通問”﹔...；
西洋婦女獨立自營之生活，而孔子之道則曰：“男女授受不親”(見“坊記”)﹔“男不言內，女不言外，非祭，非喪，不相授器”(見“內則”)﹔...
西洋親之與子，多不同居﹔其媳更無孝養翁姑之義務。而孔子之道則曰：“戒之敬之，夙夜毋韋命。”(見“士昏禮”)...
西俗於成年之子，不甚責善，一任諸國法與社會之制裁。而孔子之道則曰：“父母怒不悅，而撻之流血，不敢疾怨，起敬起孝。”此中國所以有“父要子死，不得不死﹔君要臣亡，不得不亡”之諺也。

西洋喪葬之儀甚簡，略類中國墨子之道。儒家主張厚葬，喪禮之繁，尤害時廢業，不可為訓。例如“寢苫枕塊，非喪事不言”之禮，試問今之尊孔諸公居喪時，除以“苫塊昏迷”妄語欺人外，曾有一實行者乎?
1918年6月《新青年》出易卜生專刊，這是系統引進西方觀念的一個先驅。
新文化運動從批判傳統孝道觀、貞操觀開始，擴展到反對娼妓、反對納妾、反對包辦婚姻、提倡自由戀愛、性教育、節育、女性平等學習、工作、繼承，等等，《新青年》上發表了55篇關於婦女問題的文章。下面是1930年前部分文章、事件：
- 1916年12月陳獨秀《孔子之道與現代生活》
- 1917年2月吴虞《家族制度為專制主義之根據論》
- 1918年5月周作人翻譯日本謝野晶子《貞操論》
- 1918年7月胡適《貞操問題》
- 1919年1月魯迅《隨感錄四十》批判包辦婚姻
- 1919年2月李達《女子解放論》
- 1919年4月李大釗《廢娼問題》
- 1919年10月周炳琳《開放大學與婦女解放》
- 1919年11月長沙趙五貞為反抗包辦婚姻在花轎中自刎，引起熱議，《女界鐘》發表系列文章討論
- 1920年1月陳獨秀《男係制與遺產制》
- 1920年初北京大學等學校開始招收女學生，
- 1920年劉海粟在上海圖畫美術學院使用女性裸體模特
- 1920年長沙女學生李欣淑登報反對包辦婚姻，離家出走，引起熱議
- 1921年8月陳問濤《提倡獨立性的女子職業》
- 1921年9月汪静之《蕙的风》
- 1922年美國山额夫人在北京舉行《生育節制的什麽和怎樣》講演
- 1923年9月陳並謙發表《中學校性教育大綱》，
- 1924年3月鲁迅《祝福》
- 1926年張競生在北京大學徵集個人“性史”結集出版《性史》一書，
- 1927年白濤輯翻譯《近代戀愛名論》
- 1927年2月丁玲《莎菲女士的日記》
- 1929年山额夫人的《性教育的示兒編》翻譯出版

### 整理國故
對中國傳統文化的整理、研究、以至於質疑，并不是從新文化運動開始，前有乾嘉考據，康有爲寫《新學偽經考》等，章太炎寫《訂孔》、《國故論衡》，等等。新文化運動引進西方的學術方法，更加系統，更加大膽。
1919年11月胡適發表《新思潮的意義》，“新思潮”就是我們現在講的新文化運動。提出“對於舊有的學術思想”，要“整理國故”，用科學的方法尋出“條理脈絡、前因後果、真意義、真價值”。關於科學的方法，胡適認為：“科學的方法，說來其實很簡單，只不過‘尊重 事實，尊重證據’。在應用上，科學的方法只不過‘大膽的假設，小心的求證’。”
這個整理國故的工作，其實他已經開始了，他的博士論文是《先秦名學史》，1917年他在北大教授中國哲學史一課，1919年他將在北大講課的内容整理出版為《中國哲學史大綱》上卷，論述中國先秦哲學，對於道、儒、墨、法做了系統闡述。他對儒家很多批評，但對墨家很多贊賞。蔡元培在書的序言裏稱之爲“一部研究中國哲學的大作”。
1920至1927年間，胡適對《紅樓夢》等九部小說做了考據，著述六十萬言。1929年，胡適發表《白話文學史》（上卷），考證中國白話文學史。夏志清評價說：“胡適把整個中國文學的遺產重新估價了，他以前沒有幾個學者敢像他那樣公然表揚小說的價值，聲稱水滸傳、西廂記足可與離騷、莊子、史記相提並論。他對幾本中國古典小說的源流和作者的考證，真是國學研究上的重要的裏程碑。”
1923年，胡適創辦《國學季刊》，鼓勵國學的研究。1942年以後，胡適花了很多時間研究《水經注》。
從事整理國故學術工作的還有錢玄同、劉半農，北大新潮社的顧頡剛、傅斯年、羅家倫、俞平伯等。顧頡剛開創古史辯派，對中國古史進行系統性地辯疑。他還開創了民俗文化的研究。
整理國故的本意是學術的、客觀的，與反孔非儒運動中的强烈主觀色彩有所不同。但是其學術成果難免會帶來主觀的意見。負面的意見很多，比如胡適對孔子和儒家，顧頡剛對古史可靠性，但也有正面的，比如胡適對墨家情有獨鍾，對孟子也有很多肯定，對傳統白話小説重新評價。
整理國故受到兩方面的批評。更激進的新派人物批評他們守舊，陳獨秀說“胡適之、曹聚仁這幾位先生，妙想天開，要在糞穢裏尋香水”，周作人說“我深抱杞憂，因爲據我看來，這是一個國粹主義勃興的局面”，魯迅說“老先生要整理國故，當然不妨去埋在南窗下讀死書，...但若拿了這面旗子來號召，那就是要中國永遠與世界隔絕了”。批評之下，胡適對整理國故後來也有所反思。保守派的人物則是批評胡適等人的學術方法，對他們否定中國傳統文化也非常不滿。北大的保守派的“國故”社團與開放的“新潮”社團非常對立，學衡派的梅光迪說：胡適等人“謂不通西學者，不足與言整理舊學，又謂整理舊學須用科學方法，其意蓋慾嚇到多數不諳西文未入西洋大學之舊學家，而彼等乃獨懷為學術秘術，為他人所不知，可以大出風頭，即有疏陋，亦無人敢與之爭”，章太炎也與胡適就研究方法展開辯論。
同一時期，梁啓超、梁漱溟等人也對中國傳統文化做了許多的整理、研究工作，他們未必完全認同新文化運動的“整理國故”，但在很多意義上雙方還是同道中人，都有學術的態度。

### 國語運動
國語運動是關於推廣全國標準口頭語，這與書面語的白話文運動有區別，但在推廣中又有合流。
19世紀末中國出現為文字注音的“切音字運動”，梁啓超提出“文與言合”，吳汝綸提出“國語統一”，1912年蔡元培、吳稚暉成立“讀音統一會籌備處”，審定生字讀音和注音字母。1916年10月，蔡元培、吴稚晖、黎锦熙等組織成立“中華民國國語研究會”，催促北洋政府公布國語，與北京大学國文係研究所国语部讨论国语统一之事。
1918年11月23日，教育部頒佈《教育部令第七五號》，頒佈注音字母。
白話運動開始以後，兩個運動漸有合流之勢。1919年，国语运动與白話運動在国语研究会合流，会员近万人。
1919年4月21日，北洋政府成立“國語統一籌備會”，胡適等人積極參加，制定《國語統一進行方法》等議案。包括推廣白話文，制定注音方案、籌備國音標準，等等。1920年1月，教育部在將小學國文改爲白話文的同時，也推行國語，“首宜教授注音字母，正其發音”。
1926年，國語統一籌備會發佈公告，推行國語標準音，即以北京語音為標準，羅馬字母辨認拼切。

### 漢字拉丁化
漢字拉丁化運動，在新文化運動中非常盛行，很多人呼籲將漢字廢除，推行拼音文字，甚至將漢語完全廢除，推行世界語。1918年，錢玄同在《新青年》4卷4期上發表《中國今後的文字問題》一文，認爲漢語弊端甚多，而且承載陳腐舊學，“欲使中国不亡，欲使中国民族为二十世纪文明之民族，必以废孔学、灭道教为根本之解决；而废记载孔门学说及道教妖言之汉文，尤为根本解决之根本解决。”，他提議從中文夾用外文開始，最後改用世界語。
陳獨秀認同這一看法，提議暫時用拼音取代漢字，“吳先生之説，循之進化公例，恐終無可逃。當此過渡時期，先廢漢文，且存漢語，而改用羅馬字母書之”。1922年在国语统一筹备会第四次大会中黎锦晖提出《废除汉字采用新拼音文字案》。1935年12月，蔡元培、鲁迅、郭沫若、茅盾等688人提出《我们对于推行新文字的意见》，指出：“中国已经到了生死关头，我们必须教育大众，组织起来解决困难。但这教育大众的工作，开始就遇着一个绝大难关。这个难关就是方块汉字，方块汉字难认、难识、难学……中国大众所需要的新文字是拼音的新文字。这种新文字，现在已经出现了。当初是在海参崴的华侨，制造了拉丁化新文字，实验结果很好……我们觉得这种新文字值得向全国介绍。我们深望大家一齐来研究它，推行它，使它成为推进大众和民族解放运动的重要工具”。。中國共產黨後來也曾經推行過拉丁化新文字，到1958年都還認爲這是漢字改革的最終目標。
錢玄同等提出了简化漢字，認爲是漢字改革的第一步。

### 全盤西化/充分世界化
近代以來，關於中西文化的比較與評判便沒有停止過，中學西學，尊孔反孔，耶教儒教，等等。新文化運動對中國傳統文化總體是批判的，但也有例外，比如提倡傳統白話文學；而對西學總體是接納的，但也是有例外，比如對基督教就比較抵觸。到五四以後，不同的人對不同的西方文化的態度就更加分化，自由主義者如胡適和共產主義者如陳獨秀、李大釗彼此矛盾很深。
1915年，陳獨秀在《新青年》創刊號上發表文章《法蘭西人與近代文明》，大大貶低中國文明，贊揚西洋近代文明，“古代文明，語其大要，不外宗教以止殘殺，法禁以制黔首，文學以揚神武。此萬國之所同，未可自矜其特異者也。...代表東洋文明者，曰印度，曰中國，...其品質舉未能脫古代文明之窠臼，名為近世，其實猶古之遺也。可稱曰近世文明者，乃歐羅巴人之所獨有，即西洋文明也，亦謂之歐羅巴文明。移植亞美利加，風靡亞細亞者，皆此物也”。
此後，整個新文化運動通過反孔非儒、整理國故、漢字拉丁化、介紹西方思想，整體上的反對中國傳統文化、倡導西洋文化的傾向非常明顯。
1929年，胡適發表文章《中國今日的文化衝突》，提出“我主張全盤的西化，一心一意地走上世界化的路”，此説引起很大爭論，1935年6月，他發表文章《充分世界化與全盤西化》，對此説提出修正，“全盤的意義不過是充分而已，不應該拘泥作百分之百的數量的解釋。爲避免許多無謂的文字上或名詞上的爭論起見，與其説‘全盤西化’，不如説‘充分世界化’。‘充分’在數量上即使‘盡量’的意思，在精神上即使‘用全力’的意思”。但是否能用“全盤西化”來形容新文化運動或者胡適有不同意見。
“全盤西化”這個標簽引起很多批評，批評這個標簽容易，連胡適自己也覺得不妥，更大的爭議在於：如果不要全盤西化，那麽應該如何看待西方文化？對於西方文化中的不同元素如何取捨？自從洋務運動之後，幾乎所有人都同意的是，西方的自然科學和科技是好的。但在哲學人文、政治社會的方面，則不免衆説紛紜。對“全盤西化”的一些代表性的意見有：
- 胡適：初提“全盤西化”，后改爲“充分世界化”。反對文言文，提倡白話文。基本上反對孔子和儒家，贊賞墨家[90]。提倡實驗主義、自由主義，反對共產主義。
- 蔣介石：信基督教，反對自由主義和共產主義[91]，認爲新文化運動是崇洋媚外[21]。
- 中國共產黨：相信共產主義，反對“全盤西化”，意思是反對照搬蘇聯模式，以及反對“資產階級自由化”[92][93]。基本肯定新文化運動。
- 康有爲：尊孔保皇，他基本上算新文化運動以前的人物，新文化運動之後，這樣的保守派已經漸漸沒有了。
- 學衡派：留過學的新式保守派，反對新文化運動。代表人物吴宓認爲西洋晚近許多思想是糟粕，提倡學習西方古典文化，如希臘、羅馬、耶教，與中國國粹相得益彰[94]。
- 梁漱溟：稱要“全盤承受”西方的科學與民主的精神，但認爲孔子對人類情志方面的關注可以補足西方文化的不足[95]。
- 梁啓超：不菲薄科學，但反對科學萬能。對西方的很多方面有批評，但認爲西方的前景是樂觀的，中國也不會亡。他主張一種“世界主義”的精神，提倡思想解放，“中國舊思想的束縛固然不受，西洋新思想的束縛也是不受”[96]。

### 德先生與賽先生

陈独秀

新文化運動最爲人熟悉的一個口號便是德先生（民主）與賽先生（科學）。1915年，陳獨秀在《新青年》創刊號中就呼籲青年“當以科學與人權并重”，1919年在《<新青年>罪案之答辯書》中回應對《新青年》的批評，將德先生、賽先生與新文化運動的各種思想都聯係起來，遂為世人所知：
本誌同人本來無罪，只因為擁護那德莫克拉西（Democracy）和賽因斯（Science）兩位先生，才犯了這幾條滔天的大罪，要擁護那德先生，便不得不反對孔教、禮法、貞節、舊倫理、舊政治；要擁護那賽先生，便不得不反對舊藝術、舊宗教；要擁護德先生又要擁護賽先生，便不得不反對國粹和舊文學。...我們現在認定只有這兩位先生，可以救治中國政治上道德上學術上思想上一切的黑暗。若因為擁護這兩位先生，一切政府的壓迫，社會的攻擊笑罵，就是斷頭流血，都不推辭
關於民主與科學的精神爲何，開始大家是有大致的共識的，但孰料後來對這二者的理解卻出現了大大的分化。
關於科學
關於科學，新文化運動涉及的不是自然科學，而是哲學人文、政治社會方面。陳獨秀說科學是“綜合客觀之現象，訴之主觀之理性，事事求諸證實”，胡適倡導約翰·杜威的實驗主義，主張“大膽假設，細心實證”，“實驗是真理的唯一試金石”。二人看法非常相近。
五四運動以後，胡適和李大釗首先關於“問題和主義”起了爭執，胡適强調研究問題，主義只能是參考，李大釗鼓勵借用主義，主義在應用中自會因問題而變化、適用。胡適舉了若干“主義”作爲批評的例子，其中包括“馬克思的社會主義”，而三個月前李大釗剛發表了《我的馬克思主義觀》，因此兩人自然就起了矛盾。多年後，胡適稱那時就已經認爲共產主義有走向教條主義的危險了，而中國共產黨則批判胡適攻擊馬克思主義運動。後來陳獨秀也跟李大釗一起相信了“科學共產主義”和唯物辯證法，胡適很不以爲這些是科學，而共產黨則批判胡適的實驗主義是唯心論 ，1950年代發起了廣泛的批判胡適思想的運動。
1923年，張君勱發表文章《人生觀》，開啓了一場科學與人生觀的辯論，參加辯論的人很多，典型觀點大致有三派：
- 張君勱：科學有限論。科學解決不了人生觀的問題，“人生觀既無客觀標準，故惟有返求之於己”。[111][112]。他的立場被丁文江稱爲“玄學”，被陳獨秀稱爲“唯心主義”。張君勱將對立方的觀點稱爲“科學萬能論”。
- 陳獨秀：歷史唯物主義。“只有客觀的物質原因可以變動社會，可以解釋歷史，可以支配人生觀，這便是‘唯物的歷史觀’”[113]
- 胡適：自然主義的人生觀。倡導以科學為基礎的人生觀，與陳獨秀同爲唯物論，但不同意陳獨秀的歷史唯物主義，他認爲陳獨秀所説的“客觀的物質原因”應該包括“經濟組織、知識、思想等等”，因爲思想歸根結底也是物質決定的，而不是像陳獨秀那樣只包括經濟[114][115]。陳獨秀稱思想是上層建築，胡適偏離了“物質一元論”，走向了“心物二元論”[116]。

關於民主與自由
關於自由，五四以前，新文化運動的人大多有談到自由的基本原則，看法基本一致，陳獨秀和李大釗都談到對基督教的包容。
關於民主，陳獨秀在1920年1月的《實行民治的基礎》中，比較詳細地談到如何在中國構建一個真正的民主社會。他的構想是一個漸進改良的法子，“拿英、美做榜樣”，大多數想法來自杜威。構想是從基層民主開始，構建“地方自治與同業聯合”兩種基層民主組織，辦理基層的教育、選舉、社會保障等“實際需要”，參加這些組織“不應當有財產、地位限制”，“是在現社會現經濟制度之下的行動，並非什麽過激的辦法”，“我們所渴望的是將來社會制度的結合生活，我們不情願階級爭鬥發生”。
五四運動以後，1920年4月，共產國際派遣維經斯基來到中國，先後認識了李大釗和陳獨秀，創建了中國共產黨，此後新文化運動參與者關於民主、自由的看法產生了很大分歧。
關於宗教自由，新文化運動主要人物迸發出激烈的矛盾。1922年，在共產國際的的策劃下，中國共產黨發動了非基督教運動，3月21日李大釗、蔡元培、陳獨秀等77人發表《北京各學校非宗教同人霰電》：“教毒日熾，真理易泯，邪說橫行，人道弗彰，我國本為無教之國，乃近代受害，日趨日深，近聞世界耶教學生第十一次開(大)會，今年四月，又欲舉行於我北京首都之地，亦將於我中國，宣傳迷信，繼長增高，同人等特發起組織非宗教大同盟，依良心之知覺，掃人群之障霧，本科學之精神，吐進化之光華”。3月31日，周作人、錢玄同等5人則發表《主張信教自由宣言》：“我們不是任何宗教的信徒，我們不擁護任何宗教，也不贊成挑戰的反對任何宗教。我們認為人們的信仰，應當有絕對的自由，不受任何人的幹涉，除去法律的制裁以外，信教自由，載在約法，知識階級的人應首先遵守，至少也不應首先破壞。我們因此對於現在非基督教非宗教同盟的運動表示反對”。此後周作人與陳獨秀以公開信的方式幾次辯論宗教的自由與反對宗教的自由。
關於民主，自由主義者與共產主義者產生激烈的矛盾。陳獨秀參與創建的中國共產黨共產黨相信“無產階級專政”，胡適不認爲共產主義是民主。陳獨秀經歷一系列波折后，關於民主的思想有所回歸，他説：“‘無產階級民主’的具體內容也和資產階級民主同樣要求一切公民都有集會、結社、言論、出版、罷工之自由。特別重要的是反對黨派之自由”。...所謂‘無產階級獨裁’，根本沒有這樣東西。即黨的獨裁，結果也只能是領袖獨裁。任何獨裁制都和殘暴、蒙蔽、欺騙、貪汙、腐化的官僚政治是不能分離的”，胡適稱陳獨秀“从苦痛的经验中悟得近代民主政治的基本内容”。
關於民主，自由主義者與一些偏向國民黨的右派也產生很大分歧。1934年，胡適與錢端生、蔣廷黻、吳景超發生了一場關於民主與獨裁的辯論。
多年以後，李敖從一個自由主義者的立場，這麽評價：“民主二字早在五四時代就叫得滿天響，四十年來，能夠‘一以貫之’的相信他所相信的，宣傳他所相信的，而在四十年間，沒有迷茫、沒有轉變、沒有‘最後見解’的人，除了胡適之外，簡直找不到第二個。別看他笑得那麼好，我總覺得胡適之是一個寂寞的人”。

### 社會主義
新文化運動前後，傳入中國的社會主義思想不少，五四以後成為一股熱潮，1919年12月，社會主義研究會在北大成立，陳獨秀、李大釗、毛澤東、周恩來都是成員，各地都有類似的組織。陳獨秀在1921年說：“社會主義除了‘廢止資本私有’為各派社會主義所通之外，從來學説不一，至今尚留存的，有力量的，可分爲五派：一、無政府主義，二、共產主義，三、國家社會主義，四、工團主義，五、行會社會主義”，後來共產主義漸漸盛行，其他的社會主義思想便衰落了。
- 無政府主義：主張個人自由、友愛互助，是最早引入中國的社會主義思想，1907年就有專門的報紙、社團開始宣傳[126][127] ，在五四運動之前很流行，五四以後，隨著共產黨的建立，逐漸被排擠、衰落[128]。

- 行會社會主義：又稱基爾特社會主義，主張行會自治，逐漸社會改良[129]。隨著共產黨的建立，逐漸被排擠、衰落[130]。

- 工讀主義、新村主義（日语：新しき村）：一些汎社會主義的活動，沒有系統的理論，工讀主義是半工半讀的自治社團，新村主義是一同生活的自治社團。1920年1月，李大釗、陳獨秀、胡適、蔡元培、王光祈等建立北京工讀互助團，并在全國推廣，但不到半年相繼失敗。這中間，少年中國學會是主要發起機構，該學會成立於1918年，李大釗參與發起，毛澤東、惲代英、鄧中夏等是成員，開展的多樣活動中就包括建立北京工讀互助團、新村組織等，後來成員逐漸融入共產黨等其他組織，1925年結束。

- 共產主義：主張階級鬥爭、暴力革命、無產階級專政。馬克思主義早期零星進入中國，十月革命以後，李大釗率先開始在《法俄革命之比較》中介紹馬克思主義[131][132]。1919年5月1日，《新青年》出版馬克思主義特刊，發表李大釗的《我的馬克思主義觀》等9篇文章介紹馬克思主義。當時對馬克思主義的介紹還是學術性的[133][134]。五四運動以後，1920年3月，北京大学学生邓中夏、刘仁静等成立马克思学说研究会。1920年4月，共產國際派遣維經斯基來到中國，先後認識了李大釗和陳獨秀，引導他們成立了中國共產黨，其理論基礎是經過列寧發展了的馬克思列寧主義。《新青年》於1920年9月第8卷開始成爲中共機關刊物。毛澤東描述馬克思列寧主義傳入中國的情況是這樣的[135]：

自從一八四〇年鴉片戰爭失敗那時起，先進的中國人，經過千辛萬苦，向西方國家尋找真理。...中國人向西方學得很不少，但是行不通，理想總是不能實現。多次奮鬥，包括辛亥革命那樣全國規模的運動，都失敗了。國家的情況一天一天壞，環境迫使人們活不下去。...十月革命一聲炮響，給我們送來了馬克思列寧主義。...中國人找到了馬克思列寧主義這個放之四海而皆準的普遍真理，中國的面目就起了變化了。
胡適對社會主義持批評態度，在1919年7月發表《多研究些問題，少談些“主義”》，文中的一個例子就是社會主義，有特別提到“無政府主義”和“馬克思的社會主義”，與李大釗起了激烈的爭論。胡適强調研究問題，主義只能是參考，李大釗鼓勵借用主義，主義在應用中自會因問題而變化、適用。多年後，胡適稱那時就已經認爲社會主義有走向教條主義的危險了。1930年，胡適發表《我們走那條路？》，認爲中國還沒有資本主義和資產階級，帝國主義也不算中國的敵人，反對暴力、盲動的革命，主張和平、自覺的演進，看法跟共產主義迥然不同，跟國民黨也有不同。共產黨認爲胡適是唯心主義者，1950年代發起了廣泛的批判胡適思想的運動。

### 實驗主義
胡適在美國的導師是杜威，胡適接受了杜威的實用主義哲學(Pragmatism)，他譯爲實驗主義。這是一種方法論，提倡“大膽假設，細心實證”，“一切學説理想，一切知識，都只是待証的假設，都須用實行來試驗過，實驗是真理的唯一試金石”，胡適將這種方法論應用在自己各方面的研究和思想上，也著文向社會推薦。
杜威於1919年5月1日到上海，此後正好遇上五四運動，他對中國非常感興趣，在中國游學兩年之久，1921年6月30日離開。在華期間，他到各處巡迴演講，大受歡迎，他對於哲學、教育、民主政治都有很多想法，對新文化運動產生了很多影響，也向美國介紹中國，胡适、蒋梦麟、冯友兰、陶行知、郭秉文、张伯苓、林茂生等均曾在美国哥倫比亞大學留学，曾是杜威的学生。
中國共產黨批判胡適的實驗主義是唯心論，1950年代發起了廣泛的批判胡適思想的運動。

## 影響

### 中國傳統文化
新文化運動對於中國傳統文化的影響是巨大的：
- 書面文字：基本廢除文言文，從小學教育就推行白話文，提升古典白話文學地位，發展現代白話文學。
- 口頭語言：開始推行標準國語，出臺漢語拼音。
- 哲學思想：反孔非儒思潮對社會影響很大，與西方思想的傳入一起塑造了新的倫理和文化。一些更爲學術的哲學研究則立場更精細複雜，胡適“對那經過長期發展的儒教的批判是很嚴厲的”，對孔子部分承認，贊賞墨家，對法家有褒有貶[141][90]。顧頡剛開創古史辨派，對中國歷史的文字記載的可靠性提出疑問。在新文化運動之外有新儒家，對中國社會也有影響。
- 家庭倫理：廢除傳統的節烈觀，廢除包辦婚姻，提倡自由戀愛，提倡子女獨立，男女平等。
- 大衆文化：從忠君到民主自由，從傳統孝道到獨立自主，從保守復古到開放西化，引進西方科學、音樂、舞蹈、體育、娛樂。

新文化運動的影響一直持續到今天，伴隨著對新文化運動的不斷詮釋與解構，各地華人繼續辯論傳統文化、西方文化、民主自由。新文化運動後來的影響受到政治環境的很大制約。中國共產黨和國民黨對新文化運動和傳統文化有迥然不同的態度，有趣的是大陸和台灣近期都對前期有一個反轉：大陸從破四舊到提倡傳統文化，台灣則從提倡傳統文化到去中國化。兩黨都有相當的非民主傾向，這影響了社會對傳統文化和外來文化的詮釋。這些千變萬化的發展之後，再來回顧新文化運動的影響，我們看見白話運動徹底扎了根，反孔非儒基本完成，傳統意義上的儒家文化很單薄了，但新文化運動所宣揚的民主、科學的思想，在大陸仍然非常缺乏。
中國共產黨
毛澤東在1940年的《新民主主義論》中，認爲新文化運動是進步的，但是不徹底，關於中國傳統文化，他認爲：“中华民族的旧文化...是封建的文化，...中国的长期封建社会中，创造了灿烂的古代文化。清理古代文化的发展过程，剔除其封建性的糟粕，吸收其民主性的精华，是发展民族新文化提高民族自信心的必要条件”，這些基本的原則，後來在中國共產黨執政的不同時期，常常得到非常不一樣的詮釋。
- 執政前：大力鼓勵和扶植左翼文學，語言、内容更加貼近無產階級，主題體現歌頌黨、歌頌無產階級、反封建、反帝[142]。挖掘民間文化，加以政治化使用。延安整風限制文學創作，展開批判與揭發，成爲日後政治運動模式。
- 執政后、文革前：推行簡化字，推行拼音。進一步推行社會主義文學，審查文藝。挖掘民間文化，加以政治化使用。提高戲曲地位，但對内容加以審查。批判胡適、俞平伯、胡風等，知識分子紛紛加入政治批判，自身也難逃被批判。反右運動進一步消滅不同言論、削弱民主黨派作用。大躍進，假大空，三年困難時期。對毛澤東的宣傳越來越多，出現毛主席語錄小紅書。引進蘇聯共產主義文化，抵制西方歐美文化。反宗教，反迷信，提倡男女平等，推行新婚姻法，反對婚外性關係，關閉妓院，禁止鴉片，發展中醫。
- 文革：破四舊，推行樣板戲，極嚴格控制文藝。紅衛兵誓死保衛毛主席，文攻武衛。知識青年上山下鄉，廢除高考，大學停頓。林彪事件後評法批儒、批林批孔。
文化大革命破四舊、批林批孔，表現出非常强烈的反傳統意味，關於文革與新文化運動的關係，有兩種截然相反的觀點，一種如林毓生認爲新文化運動和五四是“全盤反傳統”，與文革的出現有關聯，一種如嚴家炎認爲新文化運動和五四是激進但不是“全盤反傳統”，與文革南轅北轍、正好相反，新文化運動主要反的是傳統中的糟粕，文革是一些這種傳統糟粕，即專制與迷信，的大回潮。[143][144]
- 文革后：出現傷痕文學、尋根文學，改革開放，西方歐美文化重新流入。也出現“反對資產階級自由化”的反向張力。對傳統文化的介紹增多，評價多樣化。

中國國民黨
蔣介石對於新文化運動持非常批評的態度，他提倡傳統文化，提倡儒家文化，著有《科學的學庸》，注釋大學中庸，推崇王陽明。
- 國民黨大陸時期：1934年開始提倡新生活運動，主張“禮義廉恥”。言論審查。從聯俄聯共到與美國結盟。
- 國民黨台灣時期：堅持繁體字，使用注音符號，注重儒家思想教育。1966年開始中華文化復興運動，繼承新生活運動，對抗大陸文革。宣稱民主自由，但長期一黨一家統制，言論審查，逮捕異見人士。出現留學熱潮。
- 台灣的后蔣經國時期：民主制度漸趨完善。受去殖民化思潮和台灣民族主義影響，台灣出現去中國化潮流，刻意在教育、文化中淡化中國色彩，強化台灣色彩。

### 共產主義
共產主義在中國的興起有紛繁複雜的原因，新文化運動是其中之一，1919年5月，《新青年》出版馬克思主義專刊，李大釗發表《我的馬克思主義觀》，可以説是在中國第一個系統介紹馬克思主義。當時對馬克思主義的介紹還是學術性的。新文化運動為五四運動做了一部分預備，五四運動又爲共產主義的興起做了一部分預備。後來共產主義發展成爲一個政治乃至武裝運動，更多的是其他的政治原因，一個重要原因是蘇聯的培養扶植。1920年4月，共產國際派遣維經斯基來到中國，先後認識了李大釗和陳獨秀，引導他們成立了中國共產黨。其理論基礎是經過列寧發展了的馬克思列寧主義。新文化運動的主要倡導者後來走上了截然相反的兩個方向，陳獨秀、李大釗成爲中國共產黨的創始人和早期領導人，胡適則一直堅持自由主義。

### 性別認同認知
在中國，同性戀不會遭到特別的排斥，甚至擁有‘狎优’的特權，伴隨全面西化傳入時西方普遍貶低同性戀的觀點，將受此影響的早期「同性戀」定義及圍繞在該定義的醫學理論，傳播至中國和華人地區，令該類生態蒙上社會污名。當時被譯介至中國的西方性學家，包括赫希菲爾德、艾利斯、布洛赫、埃賓、佛洛伊德和卡本特等人，當時前述學者的中文翻譯作品，是含有為數不少的病理化的論述，也有呈現少數如卡本特把同性愛當作一種高貴情感的觀點，而在1920年代之後，讚頌同性之愛的論述變得愈來愈弱，負面觀點的論述則佔據了主流地位。

## 評價
- 陳獨秀[1]
  - 本誌同人本來無罪，只因為擁護那德莫克拉西（Democracy）和賽因斯（Science）兩位先生，才犯了這幾條滔天的大罪，要擁護那德先生，便不得不反對孔教、禮法、貞節、舊倫理、舊政治；要擁護那賽先生，便不得不反對舊藝術、舊宗教；要擁護德先生又要擁護賽先生，便不得不反對國粹和舊文學。...我們現在認定只有這兩位先生，可以救治中國政治上道德上學術上思想上一切的黑暗。若因為擁護這兩位先生，一切政府的壓迫，社會的攻擊笑罵，就是斷頭流血，都不推辭。
- 胡適
  - 我個人的觀察，新思潮的根本意義只是一種新態度。這種新態度可叫做‘評判的態度’。
尼采說現今時代是一個‘重新估定一切價值’（Transvaluation of all Values）的時代。‘重新估定一切價值’八個字便是評判的態度的最好解釋。
我以為現在所謂「新思潮」，無論怎樣不一致，根本上同有這公共的一點——評判的態度。孔教的討論只是要重新估定孔教的價值。文學的評論只是要重新估定舊文學的價值。舊戲的評論只是要重新估定舊戲在今日文學上的價值。禮教討論只是要新估定古代的綱常禮教在今日還有什麼價值。女子的問題只是要晢新估定女子在社會上的價值。政府與無政的討論，財產私有與公有的討論，也只是要新估定政府與財產等等制度在今日社會的價值……我也不必往下數了，這些例很夠證明：這種評判的態度是新思潮運動的共同精神。[146]
  - 這個文化運動有時被稱爲“新文化運動”，本人則比較歡喜用“中國文藝復興”這一名詞。我們如果回頭試看一下歐洲的文藝復興，我們就知道，那是從新文學、新文藝、新科學和新宗教之誕生開始的。同時歐洲的文藝復興也促使現代歐洲民族國家之形成。因此歐洲文藝復興之規模與當時中國的新文化運動，實在沒有什麽不同之處。歐洲文藝復興時期對新語言、新文字、新工具——也就是新的自我表達的工具之需要。雖然當時中國的新文化運動尚未涉及藝術，而文學革命對這批成熟的北大學生來說，也已經是雙方極其相同之點的一環了。中西雙方還有一項極其相似之點，那便是一種對人類（男人和女人）一種解放的要求，把個人從傳統的舊風俗、舊思想和舊行為的束縛中解放出來。[147]
  - 從我們所説的‘中國文藝復興’這個文化運動的觀點來看，那項由北京學生所發動的而爲全國人民一致支持的、在1919年所發生的五四運動，實是這整個文化運動中的一項歷史性的政治干擾。它把一個文化運動轉變成一個政治運動[147]
- 毛澤東[148]
  - 在“五四”以前，中国文化战线上的斗争，是资产阶级的新文化和封建阶级的旧文化的斗争。在“五四”以前，学校与科举之争，新学与旧学之争，西学与中学之争，都带着这种性质。那时的所谓学校、新学、西学，基本上都是资产阶级代表们所需要的自然科学和资产阶级的社会政治学说（说基本上，是说那中间还夹杂了许多中国的封建余毒在内）。在当时，这种所谓新学的思想，有同中国封建思想作斗争的革命作用，是替旧时期的中国资产阶级民主革命服务的。可是，因为中国资产阶级的无力和世界已经进到帝国主义时代，这种资产阶级思想只能上阵打几个回合，就被外国帝国主义的奴化思想和中国封建主义的复古思想的反动同盟所打退了，被这个思想上的反动同盟军稍稍一反攻，所谓新学，就偃旗息鼓，宣告退却，失了灵魂，而只剩下它的躯壳了。旧的资产阶级民主主义文化，在帝国主义时代，已经腐化，已经无力了，它的失败是必然的。
“五四”以后则不然。在“五四”以后，中国产生了完全崭新的文化生力军，这就是中国共产党人所领导的共产主义的文化思想，即共产主义的宇宙观和社会革命论。
  - 在“五四”以前，中国的新文化，是旧民主主义性质的文化，属于世界资产阶级的资本主义的文化革命的一部分。在“五四”以后，中国的新文化，却是新民主主义性质的文化，属于世界无产阶级的社会主义的文化革命的一部分。
  - 在“五四”以前，中国的新文化运动，中国的文化革命，是资产阶级领导的，他们还有领导作用。在“五四”以后，这个阶级的文化思想却比较它的政治上的东西还要落后，就绝无领导作用，至多在革命时期在一定程度上充当一个盟员，至于盟长资格，就不得不落在无产阶级文化思想的肩上。这是铁一般的事实，谁也否认不了的。
- 蔣介石[149]
  - 我們試看當時所謂新文化運動，究竟是指什麼？就當時一般實際情形來觀察，我們實在看不出他具體的內容。是不是提倡白話文就是新文化運動？是不是零星介紹一些西洋文藝就是新文化運動？是不是推翻禮教否定本國歷史就是新文化運動？是不是祇求解放自身不顧國家社會，就是新文化運動？是不是打破一切紀律，擴張個人自由就是新文化運動？是不是盲目崇拜外國，毫無抉擇的介紹和接受外來文化，就是新文化運動？如果是這樣，那我們所要的新文化，實在是太幼稚太便易，而且是太危險了！老實說：當時除了白話文對於文學與思想工具略有所貢獻以外，其他簡直無所謂新文化。當時所有的新文化運動在他所標揭的“民主”與“科學”兩大目標來說，其本身簡直是完全失敗！不僅失敗，而且將我們中國固有高尚的民族道德與倫理哲學，完全鄙棄，由是不三不四的思想與各種異端邪說，一齊傳布出來，反而使中國真正的文化，有陷於無形消滅的危險！
- 吳宓（學衡派)[150]
  - 近年國內有所謂新文化運動者焉，其持論則務為詭激，專圖破壞。然粗淺謬誤，與古今東西聖賢之所教導，通人哲士之所述作，歷史之實跡，典章制度之精神，以及凡人之良知與常識悉悖逆抵觸而不相合。
  - 其取材則惟選西洋晚近，一家之思想，一派之文章，在西洋已視為糟粕為毒鳩者，舉以代表西洋文化之全體。其行文則妄事更張，自立體裁，非馬非牛，不中不西，使讀者不能領悟。
  - 國粹喪失，則異世之後不能還復；文章破滅，則全國之人不能喻意。長此以往，國將不國，凡百改革建設皆不能收效。
  - 中國之新體白話詩,實暗效美國之Free Verse[自由詩體]。而美國此種詩體,則系學法國三、四十年前之Symbolists[符號學派]。今美國雖有作此種新體詩者，然實系少數少年無學無名，自鳴得意。所有學者通人，固不認此為詩也。學校之中，所讀者仍不外Homer[荷馬]、Virgil、Milton[彌爾頓]、Tennyson[丁尼生]等等。報章中所登載之詩，皆有韻律，一切悉遵定規，豈若吾國之盛行白話詩，而欲舉前人之詩悉焚毀廢棄而不讀哉？其他可類推矣。
  - 西洋真正之文化，與吾國之國粹實多互相發明、互相裨益之處，甚可兼蓄並收，相得益彰。誠能保存國粹，而又昌明歐化，融會貫通，則學藝文章，必多奇光異彩。然此極不易致，其關系全在進擇之得當與否。西洋文化中，究以何者為上材，此當以西洋古今博學名高者之定論為準，不當依據一二市儈流氓之說，偏淺卑俗之論，盡反成例，自我作古也。然按之實事，則凡夙昔尊崇孔孟之道者，必肆力於柏拉圖、亞裏士多德之哲理，已信服杜威之實驗主義(Pragmatism-Instrumentalism)者,則必謂墨獨優於諸子。其他有韻無韻之詩，益世害世之文，其取舍之相關亦類此。凡讀西洋之名賢傑作者，則日見國粹之可愛，而於西洋文化專取糟粕、采卑下一派之俗論者，則必反而痛攻中國之禮教、典章、文物矣。
  - 文字之體制，乃由多年之習慣，全國人之行用逐漸積累發達而成文字之變遷，率由自然，其事極緩而眾不察。從未有忽由二三人定出新制，強全國之人以必從。一旦變革，自我作古。字形有定而全國如一，語音常變而各方不同。今舍字形而以語音為基礎，是首足倒置。譬如築室，先堆散沙，而後豎巨石於其上也。總之，文章之格調可變且易變，然文字之體制不可變亦不能強變也。

## 研究書目
- Vera Schwarzc著，李國英等譯：《中國的啟蒙運動：知識分子與五四遺產》（太原：山西人民出版社，1989）。
- 顧昕：《中國啟蒙的歷史圖景》（香港：牛津大學出版社，1992）。

## 外部連結
- 張祥龍. . 科学文化评论. 2009, (02)  [2014-06-11]. ISSN 1672-6804. CNKI KXWP200902002. （原始内容存档于2021-03-12）.
- 羅志田.  (PDF). 漢學研究. 2002, 20 (01): 277–307  [2014-11-04]. ISSN 0254-4466. （原始内容存档 (PDF)于2020-12-25）.
- 罗志田. . 近代史研究. 2017, (3): 4–27+160. ISSN 1001-6708. CNKI JDSY201703001.
- 罗志田. . 近代史研究. 2000, (6): 56–106+2  [2023-03-08]. ISSN 1001-6708. CNKI JDSY200006016. NCPSSD 11486865. （原始内容存档于2023-03-08）.
- 罗志田. . 社会科学研究. 2006, (4): 138–143  [2023-03-08]. ISSN 1000-4769. CNKI SHYJ200604025. NCPSSD 22270845. （原始内容存档于2023-03-08） –爱思想.
- 汪荣祖. . 上海文化. 2015, (10): 27–36+125–126. ISSN 1005-989X. CNKI PSHW201510004. （原始内容存档于2018-02-03）.
- 陳方正.  (PDF). 二十一世纪. Vol. 53. 1999  [2023-03-08]. （原始内容存档 (PDF)于2023-01-17）.
- 周昌龍.  (PDF). 漢學研究. 1994, 12 (02)  [2018-02-01]. ISSN 0254-4466. （原始内容存档 (PDF)于2021-02-21）.
- 张旭东. . 现代中文学刊. 2009, (4): 13–18. ISSN 1008-2484. CNKI ZXZD200904005. NCPSSD 31349514.
- 袁偉時. . 东方文化. 1999, (3). （原始内容存档于2001-11-13）.
- 陳獨秀. . 新青年. Vol. 7 no. 5. 1920. （原始内容存档于2016-03-05）.